# SES-1
O SES-1 (anteriormente designado de AMC-4R, AMC-1R e AMC-5RR) é um satélite de comunicação geoestacionário europeu construído pela Orbital Sciences Corporation (OSC), ele está localizado na posição orbital de 101 graus de longitude oeste e é operado pela SES World Skies divisão da SES. O satélite foi baseado na plataforma Star-2.4 Bus e sua expectativa de vida útil é de 15 anos.

## História
A Orbital Sciences Corporation anunciou em maio de 2007 que recebeu uma encomenda da SES Americom para até cinco novos satélites ao longo de um período de vários anos. A Orbital afirmou que a SES Americom colocou um pedido firme de dois novos satélites, o primeiro designado como AMC-5R e o segundo um satélite sobressalente em solo, que seria lançado para outro local orbital como um futuro satélite de substituição.
A SES Americom anunciou em abril de 2008, o fim de um terceiro nave satélite no âmbito do contrato multissatélite que ambas as empresas anunciaram em maio de 2007. Nos termos deste contrato, a reposição de solo ordenado inicialmente se transformou no AMC-4R (originalmente designado de AMC-1R), e uma nova reposição de terra ficou para ser produzido para um uso futuro.
No início de 2010, os satélites foram rebatizados de AMC-4R, AMC-5R e AMC ground spare para SES-1, 2 e 3, respectivamente.

## Lançamento
O satélite foi lançado com sucesso ao espaço no dia 24 de abril de 2010, às 11:19 UTC, por meio de um veículo Proton-M/Briz-M, lançado a partir do Cosmódromo de Baikonur, no Cazaquistão. Ele tinha uma massa de lançamento de 2.561 kg.

## Capacidade e cobertura
O SES-1 é equipado com 24 transponders em banda C e 24 em banda Ku para fornece serviços de telecomunicações aos Estados Unidos.